# Flemingia macrophylla
Flemingia macrophylla är en ärtväxtart som först beskrevs av Carl Ludwig von Willdenow, och fick sitt nu gällande namn av Elmer Drew Merrill. Flemingia macrophylla ingår i släktet Flemingia och familjen ärtväxter. Inga underarter finns listade i Catalogue of Life.